# كايليوس أورليانوس
كايليوس أورليانوس (بالإنجليزية: Caelius Aurelianus)‏‏ (1 ألفية في الكاف - القرن 5 في روما) طبيب من روما القديمة.

## روابط خارجية
- كايليوس أورليانوس على موقع الموسوعة البريطانية (الإنجليزية)